# Fort Lauderdale
Fort Lauderdale är en stad i Broward County i den amerikanska delstaten Florida med en yta av 99,9 km² och en befolkning som uppgår till 165 521 invånare.  
Staden är belägen i den sydöstra delen av delstaten Florida, cirka 40–50 kilometer norr om Miami.
Staden har många kanaler, vattendrag och konstgjorda sjöar, vilket ibland gett den smeknamnet "Venice of America" i turistlanseringen, där man även gärna framhäver närheten till havet och dess rika marinliv. 
Förutom den omfattande turismen, både inhemsk och europeisk, är Fort Lauderdale också känt för den vackra naturen. Staden har bland annat runt 85 statligt anlagda parker och grönområden. Staden är även ett populärt resmål bland homosexuella och har flera gayställen.

## Flygplats
Fort Lauderdale-Hollywood International Airport

## Galleri

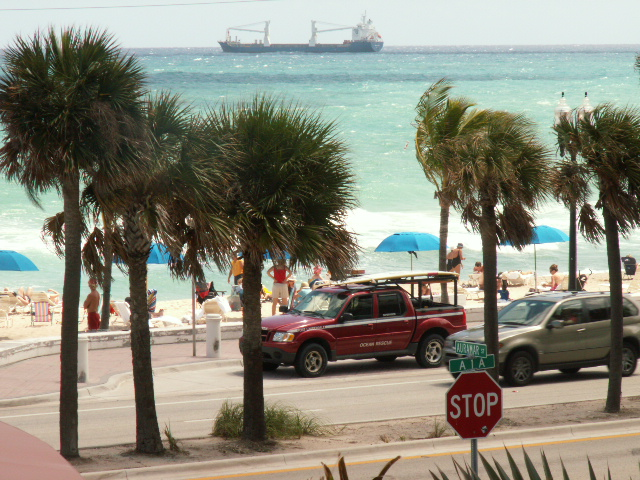
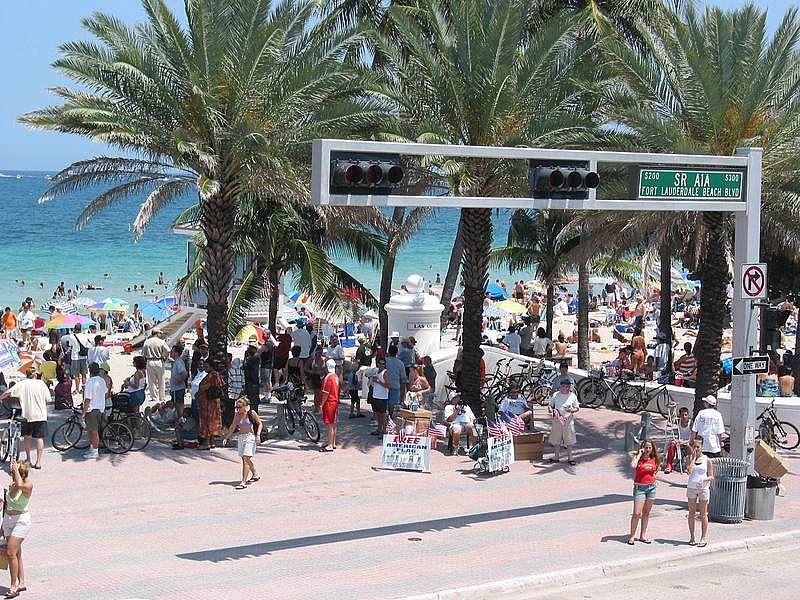
Stranden är den naturliga samlingspunkten i Fort Lauderdale

## Kända personer från Fort Lauderdale
- Nadine Sierra, soprano
- Ski Mask The Slump God, rappare